# Blitzkids mvt.
Blitzkids mvt. (Eigenschreibweise: BLITZKIDS mvt., Aussprache: Blitzkids movement) ist ein Berliner Musikprojekt aus dem Bereich der elektronischen Tanzmusik.

## Geschichte
Im Jahre 2011 erlangte das Musikprojekt eine gewisse Bekanntheit durch ihren Song Cold, der Titelsong zum Film Chronicle – Wozu bist Du fähig? wurde. Cold schaffte es nicht in die Deutschen Single-Charts, dafür aber in den Club Charts. Deutschlandweite Bekanntheit erlangte das Musikprojekt durch seine Teilnahme an der Fernsehsendung Unser Song für Malmö mit dem Lied Heart on the Line, der Auswahl-Sendung für den deutschen Beitrag zum Eurovision Song Contest 2013, sowie durch einen Auftritt bei der Michalsky StyleNite im Rahmen der Berlin Fashion Week im Juli 2012.
Am 15. Februar 2013 veröffentlichte die Band ihr Debüt-Album Silhouettes bei Warner Music Germany, welches neben dem Lied Heart on the Line u. a. eine Coverversion des Liedes My Delirium der neuseeländischen Sängerin Ladyhawke enthält.
Knapp vier Jahre nach ihrem Debüt-Album veröffentlichte die Band am 10. Februar 2017 die Single Good Things.

## Diskografie

### Alben
- 2013: Silhouettes[8]

### Singles
- 2011: Blinded (nur als Vinyl)
- 2011: Water (nur als Vinyl)
- 2011: Cold (u. a. Soundtrack der deutschen Fassung des Films Chronicle – Wozu bist du fähig?[9])
- 2013: Heart on the Line
- My Delirium
- Good Things

## Trivia
Sängerin Nomi wählte ihren Künstlernamen in Anlehnung an den deutschen Countertenor Klaus Nomi.

## Belege
1. ↑  mix1 de Redaktion: BLITZKIDS mvt. mit dem Album Silhouettes. Abgerufen am 31. Oktober 2021.
2. ↑  Die Teilnehmer beim deutschen Vorentscheid im Überblick. focus.de
3. ↑  Teilnehmer: Blitzkids mvt. www.eurovision.de
4. ↑  Elektro-Popper beim ESC-Vorentscheid. bild.de
5. ↑  stylebook.de (Memento des Originals vom 1. November 2012 im Internet Archive)  Info: Der Archivlink wurde automatisch eingesetzt und noch nicht geprüft. Bitte prüfe Original- und Archivlink gemäß Anleitung und entferne dann diesen Hinweis.
6. ↑  BLITZKIDS mvt. - Facebook. Blitzkids MVT., 10. Februar 2017, abgerufen am 20. Februar 2017.
7. ↑  Chartquellen: DE
8. ↑  BLITZKIDS mvt. – Das ist ihr Albumdebut Silhouettes. (Memento des Originals vom 16. Mai 2016 im Internet Archive)  Info: Der Archivlink wurde automatisch eingesetzt und noch nicht geprüft. Bitte prüfe Original- und Archivlink gemäß Anleitung und entferne dann diesen Hinweis.
9. ↑  BLITZKIDS mvt. Cold – Song zum Film Chronicle – Wozu bist du fähig? (official video)
10. ↑  Blitzkids mvt. (info) bei facebook.com